# حسین‌آباد ده‌بنه
حسین‌آباد ده‌بنه، روستایی از توابع بخش مرکزی شهرستان سنقر در استان کرمانشاه ایران است.
این روستا یکی از روستاهای توابع سنقر و کلیایی و دارای قدمت زیادی است. روستا دارای دو کاریز یا قنات است که در مورد حفر این قنات و قدمت آن‌ها چیزی مشخص نیست. این دو کاریز هنوز آب دارند؛ به اسم‌های: کاریز چهل یاران و کاریز آبادی یا کاکامراد. کاریز چهل یاران قدیمی تر است که قبلاً آب روستای قدیمی تأمین می‌کرد
طبیعت دهبنه، مخصوصا به دلیل محصور بودن از سه جهت شمال و غرب و شرق، برای کوهنوردی بسیار جذاب است. چهل یاران پارک تفریحی مردم ده بود که بر اثر خشکسالی از بین رفت.(اکنون با همدلی و اتحاد مردم حسین آباد ده بنه شروع به احیای پارک تفریحی تاریخی چهلیاران کرده اند..._نهال کاری: 1404/01/10)
صفحه سوشال مدیای روستا: @debneh_40
اتفاقات مهم :
تقسیم راضی ،تامین برق ، تامین آب لوله کشی ، مهاجرت گسترده بیش از 70درصدی ، خشک شدن کاریز آبادی ، برچیده شدن نایچه های آب در زمستان ، از بین رفتن چهل یاران(درختان جنگلی) ،
شجره نامه اهالی:
اصالت اهالی به طوایف بزرگ گذشته بر می گردد از جمله :
سازنه ون ,
په شه مه ون
اهالی این روستا به زبان کردی و به لهجه‌ای خاص و آهنگین صحبت می‌کنند.(لهجه کردی جنوبی)

این روستا در شمال شرقی چوگان در مدار شرقی: ۴۷°47'57.98"E و مدار شمالی: ۳۴°55'41.56"N قرار دارد.

## جمعیت
این روستا در دهستان باوله قرار دارد و براساس سرشماری مرکز آمار ایران در سال ۱۳۸۵، جمعیت آن ۱۷۲ نفر (۳۷خانوار) بوده‌است.